# Macrotera magniceps
Macrotera magniceps är en biart som först beskrevs av Timberlake 1960.  Macrotera magniceps ingår i släktet Macrotera och familjen grävbin. Inga underarter finns listade i Catalogue of Life.